# Tachyancistrocerus
Tachyancistrocerus (лат.) — род одиночных ос (Eumeninae).

## Описание
От близких родов ос отличается следующими признаками: метанотум вдавлен медиально; тергит I с гладкой или слабо пунктированной зоной задней части поперечного киля; пронотум с претегулярными килями; мезоплеврон с эпикнемальным килем. Тегулы лишь с несколькими крупными полупрозрачными пунктурами. Тергит I с одним поперечным килем. Средние голени с одной шпорой. Переднее крыло с первой и второй возвратными жилками, исходящими в субмаргинальной ячейке II.

## Классификация
В мировой фауне известно около 15 видов. Палеарктика, Юго-Восточная Азия, 1 вид в Афротропике.
- Tachyancistrocerus aereus Giordani Soika, 1951
- Tachyancistrocerus antiquus Giordani Soika, 1970
- Tachyancistrocerus biblicus Giordani Soika
- Tachyancistrocerus cyprius (Pittioni, 1950)
- Tachyancistrocerus komarowi (Morawitz, 1885)
- Tachyancistrocerus kostylevi Kurzenko, 1984
- Tachyancistrocerus pakistanus Gusenleitner, 2006[5]
- Tachyancistrocerus pallidenotatus Giordani Soika, 1970
- Tachyancistrocerus quabosi Giordani Soika, 1979
- Tachyancistrocerus rhodensis (Saussure 1855)
- Tachyancistrocerus schmidti (Kok., 1912)
- Tachyancistrocerus serenus (Giordani Soika, 1935)
- Tachyancistrocerus sorex Gusenleitner, 2012[6]
- Tachyancistrocerus syriacus Giordani Soika, 1970